# 고대 그리스 문학

헤시오도스의 《일과 날》의 그리스어 사본 서문

고대 그리스 문학은 초창기부터 동로마 제국 시절까지 고대 그리스어로 쓰인 문학을 의미한다. 현존하는 고대 그리스 문학에서 가장 오래된 작품으로는 고졸기 그리스 초기 미케네 시대에 쓰인 두 서사시, 《일리아스》와 《오디세이아》를 들 수 있다. 이 두 서사시와 《호메로스 찬가》, 헤시오도스의 두 시집 《신통기》와 《일과 날》은 고전기부터 헬레니즘 시대, 로마 시대까지를 관통하는 그리스 문예 전통의 중요한 기초를 이룬다.
서정시인 사포, 알카이오스, 핀다로스는 초창기 그리스 시 전통 형성에 크게 영향을 끼쳤다. 아이스킬로스는 자신의 작품이 온전하게 남아있는 최초의 그리스 비극작가이다. 소포클레스는 오이디푸스에 관하여 남긴 비극, 특히 《오이디푸스 왕》과 《안티고네》로 유명하다. 에우리피데스는 비극 양식의 경계를 확장한 희곡을 쓴 것으로 유명하다. 희극작가 아리스토파네스는 ‘구 희극’ 양식으로 작품을 쓴 반면, 이후의 극작가 메난드로스는 ‘신 희극’의 선구자였다. 기원전 5세기를 살았던 사학자, 할리카르나소스의 헤로도토스와 투키디데스는 자신들의 생애와 태어나기 이전의 사건들을 다룬 역사책을 저술하였다. 철학자 플라톤은 그의 스승 소크라테스를 중심으로 여러 철학적 주제들을 다룬 대화편을 남긴 한편, 플라톤의 제자 아리스토텔레스는 후대에도 큰 영향을 끼치게 될 수많은 논문을 남겼다.
후대의 주요 작가로는 아르고나우타이의 항해기를 다룬 서사시인 《아르고나우티카》를 쓴 로도스의 아폴로니오스, 수학의 새 지평을 연 논문을 저술한 아르키메데스, 주로 전기와 수필을 남긴 플루타르코스가 있다. 기원후 2세기의 작가 사모사타의 루키아노스는 주로 풍자 작품을 쓴 그리스화된 시리아인이었다.
고대 그리스 문학은 이후의 그리스 문학과 더불어 서구 문학에 있어 풍부한 영향을 끼쳤다. 특히 많은 고대 로마 작가들은 그리스의 선학에게서 영감을 얻었다. 르네상스 이후로도 단테 알리기에리, 윌리엄 셰익스피어, 존 밀턴, 제임스 조이스와 같은 유럽의 여러 작가들은 고전적 주제와 동기에 있어 많은 영감을 얻었다.

## 고졸기 그리스 문학

### 호메로스 서사시
그리스 문학의 시발점에는 호메로스의 기념비적인 두 작품, 《일리아스》와 《오디세이아》가 자리잡고 있다. 호메로스의 정체에 대해서는 아직까지도 불명이다. 《일리아스》는 10년간의 트로이아 전쟁 말미의 10일간을 다루는 담화이다. 이 이야기의 중심에는 그리스 영웅의 이상을 구체화한 아킬레우스가 서있다.
《오디세이아》는 트로이아 전쟁의 전사 중 하나였던 오디세우스의 모험에 대한 이야기이다. 10년간의 전쟁 이후, 그는 또 다시 10년이라는 세월을 아내와 가족이 있는 고향으로 항해하는데 쓰게된다.  페넬로페는 이상적인 여성상으로 그려지며, 호메로스는 그녀를 서약, 겸양, 순결과 오디세우스와의 결혼동안 보인 존경을 바탕으로 그녀를 이상적 여성으로 그리고 있다.
10년간의 항해에서 오디세우스는 동료들 모두와 배를 잃고 거지로 가장하여 고향 이타카로 돌아온다.
《일리아스》와 《오디세이아》 두 작품 모두 고대의 전설을 기초로 한 작품이다. 이야기는 간단하고 직설적인 언어로 말해진다. 호메로스의 언어는 이오니아 방언을 기초로 하여 아에올리스와 아티카의 방언이 조금 섞인 고어체이다. 아티카 방언이 섞인 이유는 기원전 6세기 아테나이의 호메로스 서사시 판본 때문이다. 서사시의 운문은 6보격이다.

### 헤시오도스 시
고졸기의 다른 위대한 시인은 바로 헤시오도스이다. 호메로스와 다르게 헤시오도스는 자기 자신을 시 속에서 언급한다. 하지만 그밖의 어떤 자료도 그에 관해 언급하고 있지 않다. 그는 중앙 그리스의 보이오티아 주민이였고, 기원전 700년 경에 살았을 것이라고 추정된다. 헤시오도스의 두 장편인 《일과 날》과 《신통기》이다. 일과 날은 그가 잘 알고있던, 가난에 고통받는 시골 생활의 충실한 묘사이다. 이 시는 또한 농부들을 위한 규칙들을 설명하고있다. 신통기는 창조와 신에 관한 체계적인 담화이다. 이 시는 생생하게 먼 옛날 황금기부터 시작한 인류사를 묘사하고있다.

### 고졸기 시
호메로스와 헤시오도스의 작품은 고전 전반에 걸쳐 찬사를 받고있으며 고대 그리스 신화의 창립자적인 글로 많은 고대 독자들에게 읽혔다. 호메로스는 영웅적인 과거의 이야기를 말했으며, 헤시오도스는 신화 창조 담화와 동시대 일상의 현실적인 면을 포괄했다. 호메로스는 이오니아에서, 헤시오도스는 보이오티아현에서 유행했다. 보이오티아의 시가 영웅의 이야기를 담은 호메로스의 시와 달랐던 이유는 보이오티아의 거친 자연환경때문이라는 설이 있다. 거친 환경에서 살아남아야 했던 사람들에게는 낭만이나 수사(파토스)보다 농업, 역법, 점괘 등 당시 삶을 살아가는 데 직접적으로 중요한 것들이 더 가깝게 다가왔던 것이다.

## 고전기 그리스 문학

### 시
서정시라는 말은 리라(λύρα)라는 악기와 함께 합창단이나 개인이 부른 곡에서 유래되었다. 하지만 그 어원과는 달리 여기서 말하는 서정시는 4개의 장르로 나눠지는데 그 중 2개는 키타라가 아닌 플루트가 반주되는 장르이다. 이 두 장르는 만가와 단장격 시이다. 두 장르 모두 이오니아 방언으로 쓰였다. 만가는 만가 대구법로 쓰였고 약강격 시는 약강 삼보격으로 쓰였다. 첫 서정시인은 기원전 7세기경의 중요한 약강격 시인인 파로스의 아르킬로코스로 추정된다. 그의 작품은 대부분의 고전시인의 경우처럼 조각들로로만 남아있다. 몇몇 단편들은 그가 매우 험난한 인생을 산 것을 전해준다.
많은 서정시들은 아이올리스 방언으로 쓰여졌다. 각 서정시마다 매우 다양한 시 보격이 사용되었다. 서정시인들중 가장 유명한 이들은 “9명의 서정시인”이라고 불린다. 그중에서 레스보스의 사포 (기원전 630년 경 - 기원전 570년 경)은 가장 널리 찬송되는 시인이었다. 고대 그리스에서 그녀의 시는 호메로스의 시만큼의 존경을 받았다. 그중 “아프로디테의 송가”만이 현대에까지 원형 그대로의 완결된 모습으로 전해지고 있다. 사포와 더불어 그녀의 동시대인인 레스보스의 알카에우스 역시 서정시 만가로 유명하다. 알크만이 쓴 시는 듣기 불쾌하다고 여겨진 도리아 방언으로 쓰였음에도 아름답다고 여겨진다. 후대의 시인인 테베의 핀다로스는 제창 서정시로 유명하다.

### 희곡
현존하는 모든 고대 그리스 희곡은 아테나이 출신의 극작가들이 썼으며 오로지 아티카 방언만이 사용되었다. 합창공연은 모든 그리스 도시국가에서 공통적으로 보이는 전통이었다. 아테나이인은 테스피스라는 이름의 남자를 합창단장과 상호작용하기 위해서 연기자를 첫번째로 도입한 희곡의 창시자로 여긴다. 훗날 극작가들은 스토리텔링을 더 자유롭게 하고자 연기자의 수를 3명으로 늘렸다.
그리스-페르시아 전쟁에 따른 아테나이의 깨어난 국가정신은 과거의 영웅적 전설적 주제를 바탕으로 한 수많은 비극작품에서 표현되었다.
완전히 남아있는 모든 그리스 비극은 대체로 아이스퀼로스, 소포클레스나 에우리피데스의 작품으로 여겨진다. 전통적으로 아이스퀼로스의 작품으로 추정된 「결박된 프로메테우스」와 에우리피데스의 작품으로 추정되는 「레수스」를 쓴 작가는 여전히 확실치 않다. 결박된 프로메테우스는 아이스퀼로스의 아들인 에우포리온의 작품일 가능성이 제기되고 있다.
아이스퀼로스가 썼다고 여겨지는 남아있는 비극은 일곱 작품이 있다. 이 희곡들 중 세 작품, 《아가멤논》,  《제주를 바치는 여인들 (코이포로이)》, 《자비로운 여신들(에우메니데스)》은 오레스테이아 3부작으로 묶인다.
소포클레스의 작품은 총 일곱 작품이 현존하는데, 그중 가장 호평받은 작품에는 오이디푸스와 그의 자식들의 이야기를 다룬 테바이 3부작이 있다. 테바이 3부작은 오이디푸스 왕, 콜로노스의 오이디푸스와 안티고네로 구성된다. 이 희곡들은 보통 “3부작”으로 불리지만 순차적으로 쓰이지 않았다. 내용적으로 3부작 중 마지막 작품인 안티고네는 소포클레스의 초기 활동시기인 기원전 441년 작성되어 연대상으로는 처음 쓰였다. 셋 중 가장 유명한 오이디푸스 왕은 그의 활동시기 중반부인 기원전 429년경 쓰였다. 콜로노스의 오이디푸스는 내용상으로 2번째이나 사실은 소포클레스의 마지막 작품이며 소포클레스 사후, 기원전 401년에야 공연되었다.
에우리피데스의 작품으로 여겨지는 희곡은 모두 열아홉 작품이다. 그중 잘 알려진 희곡에는 메데아, 히폴뤼투스와 바카애가 있다. 레수스는 가끔씩 에우리피데스의 아들의 작품이나 에우리피데스의 사후 복제작으로 여겨지기도 한다. 에우리피데스는 비극 문학의 경계선을 늘렸으며 그의 작품 내의 많은 요소들은 비극적이라기보다 희극적이다. 그의 작품인 알케스티스를 예로 들자면, 이 작품은 문제극으로 분류되며 희극적 요소를 가지고 있으며 해피엔딩으로 끝나는 점 등을 들어 진정한 비극보다는 희비극으로 특징을 더 갖고있다고 여겨지기도 한다.

### 역사
고전기에 활동한 유명한 두 역사가는 바로 헤로도토스와 투키디데스이다. 헤로도토스는 흔히 “역사의 아버지”로 불린다. 그의 저서 《역사》는 현존하는 가장 오래된 산문 문학 가운데 하나이다. 투키디데스의 저서, 《펠로폰네소스 전쟁》은 사도행전의 저술가들과 비잔티움의 역사가 프로코피오스같은 후대 작가들과 역사가들에게 큰 영향을 끼쳤다.
고대 그리스의 세번째 역사가, 아테네의 크세노폰은 투퀴디데스가 다룬 펠로폰네소스 전쟁이 끝난 기원전 411년을 시작점으로 하는 역사서, 《헬레니카》를 저술했으며, 기원전 362년까지의 역사를 다뤘다. 크세노폰의 가장 유명한 작품으로는 《아나바시스》를 들 수 있는데, 이 세밀한 작품은 키루스 2세가 형을 황좌에서 끌어내리려는 내전에서 키루스 2세를 도와 그리스 용병으로 참여했던 본인의 1차사료를 바탕으로 쓰였다.

### 철학
중요하고 영향력 있는 많은 철학자들은 기원전 5세기와 4세기경에 살았다. 그리츠 초기의 철학자들 중 밀레토스의 탈레스, 아낙시만드로스와 아낙시메네스들을 묶어 "밀레토스 철학자"라고 부른다. 하지만 이 철학자들의 글은 킬리키아의 심플리키우스가 보존한 아낙시만드로스의 단편조각 하나밖에 남아있지 않다.
철학자 사모스의 피타고라스의 삶에 관해서는 매우 적은 것만이 알려졌으며 현재까지 그가 쓴 글 중 현존하는 것은 없으나 그의 제자 아크라가스의 엠페도클레스의 인상적인 시 전집이 남아있다. 에페수스의 헤라클리토스와 압데라의 데모크리토스의 많은 단편 조각들 역시 남아있다.

## 헬레니즘 시대의 고대 그리스어 문학
이 시대는 테오클리토스가 시작한 <목가>라는 전원생활을 묘사한 짧은 시형을 제외하고는 새로운 문학 양식은 탄생하지 않았고 전시대의 문학 양식을 연구 모방하고 있다. 그런 뜻에서 의고(擬古)문학이라 할 수 있다. 이 시대의 특색은 시가 비근한 생활에서 제재를 취한 사실성과 세부적 표현기교가 뛰어나다는 점에 있다. 산문은 광범위한 분야에서 뛰어난 작품이 다수 출현하고 있으나 문체의 면에서는 한때의 풍부한 맛이나 건강한 맛은 없으며 고르기아스(그리스 변론가, 기원전 483-기원전 376)의 형식을 추종하는 관능적(官能的)인 것으로 과장이 많은 아시아니즘에서 얼마간 그 특색을 보여주고 있다.
알렉산드로스 대왕(제위 기원전 336-기원전 323)의 동방 정벌에서 비롯되는 헬레니즘 시대는 아프리카·소아시아 전체에 걸친 세계 제국시대였다. 문화의 중심도 아테네보다는 아프리카의 알렉산드리아, 소아시아의 페르가몬, 안티오크 등으로 옮겨져 그리스 문화는 민족을 초월하여 세계화했다. 문학의 무대도 국제적 성격을 띠어 세계 시민적 일상생활에서 생겨난 보편적 감정이 서술되기에 이른다.
종래의 그리스 문화는 호메로스의 서사시, 헤로도토스(Herodotos)의 <역사>를 낳은 민족 통일의식에 바탕을 두고, 폴리스(도시국가)라는 확고한 기반 위에 세워져 있었다. 그것에 비해 그리스 문화의 세계화·보편화라는 헬레니즘의 적극적인 면은 그와 같은 창조의 기반을 잃고 세계적으로 발전했기 때문에 표면상 그리스적인 것이긴 하나, 전 시대의 그리스 문학과는 전적으로 이질적인 것으로 전 시대 문학의 모방 영역을 벗어나지 못한 소극적인 면도 함께 지니고 있다.
그러나 헬레니즘 문학이 다음 시대의 그리스 문학 및 로마 문학 형성에 미친 직접적인 영향이 컸던 것은 절대적이었으며 그런 점에서 고전기 그리스 문학보다 앞섰다고 할 수 있다.
당시 알렉산드리아 등 각 지역은 도서관이 건립되어 방대한 양의 고전작가 작품들이 수집, 보존되었다. 이와 병행해서 이들 작품의 사본을 분류 교정 및 진본 여부를 구별하는 문헌학이 발달했다. 또한 아폴로도로스(아테네의 문법가, 기원전 2세기?)의 신화 연구에서 볼 수 있듯이 옛 문물을 고증하는 학문도 생겨났다. 이들 학문은 모두 당시의 문학 전반에 커다란 영향을 끼쳐, 현학적(衒學的) 냄새를 덧붙이기조차 했다. 칼리마코스의 <아이티아>나 아폴로니오스의 <아르고나우티가>등이 그러한 예에 속한다.
서사시는 자연과학 등 본래의 서사시에서는 볼 수 없었던 제재를 취급한 것이 많이 출현했는데 아라토스(Aratos)의 <파이노메나(Phainomena)> 등이 바로 그것이다.
비극에서는 별로 취할 점이 없는 것에 반해 희극에서는 이 시대에 '신희극'이라 불리는 단계에 접어들어 에우리피데스의 영향을 크게 받아 아티카의 '고희극'과는 전혀 성격을 달리하는 '풍속희극'이 완성되었다. 필레몬, 디피로스(기원전 340?-기원전 289?), 메난드로스 등이 대표적 작가들이다.
당시의 과학적 지리학의 발달과 병행해서 헤카타이오스(그리스의 역사가, 기원전 550?-기원전 475?) 이래의 지지(地誌)의 전통은 이 시대에도 계승되어 스큐락스 및 스큐무노스의 이름으로 전해지는 세계 여행기(世界旅行記)·항해기(航海記) 등이 저술되었다.
역사 서술은 티마이오스(기원전 356?-기원전 260?)의 <시칠리아사(史)>에 의해 대표되는 고증 취미에서 무비판적으로 과거의 역사를 나열한 것이나, 두리스(기원전 340?-기원전 280?)의 <사모스섬 연대기>, 그리고 퓨라르코스와 같이 역사적 진실보다는 극적(劇的)인 효과를 노린 것 등 비과학적인 것이 많았다.
그러나 이런 가운데서도 히에로니무스나 폴리비오스(기원전 201?-기원전 120?)와 같은 뛰어난 역사가도 있었다. 특히 폴리비오스는 로마를 이 시대의 역사의 중심으로 잡고 세계적 시야에 서서 비판적·과학적 역사를 서술하여 그리스·로마를 가릴 것 없이 후세 사가(史家)들에게 훌륭한 모범이 되었다.
기원전 3세기가 헬레니즘 문학의 최전성기였으며 그 후 시들기 시작하여 기원전 30년에는 헬레니즘 문화의 최대 중심지인 알렉산드리아가 로마에게 함락당하는 것과 함께 헬레니즘 시대는 끝이 났다.

## 로마 시대의 고대 그리스어 문학

### 철학
에픽테토스 (55년 - 135년경)은 스토아 학파의 도덕철학자이다. 그의 강의는 제자 아리안에 의해 '강연'과 '엔케이디온'으로 정리되었다.

## 고대 그리스문학 형태

### 서사시
- 호메로스: 일리아스, 오디세이아
- 헤시오도스

### 연극
- 비극
  - 아이스퀼로스
  - 소포클레스
  - 에우리피데스

### 서정시
- 애정시
  - 사포
- 전원시
  - 테오크리토스

### 산문
- 철학
  - 소크라테스 이전 철학자
  - 소크라테스
  - 플라톤
  - 아리스토텔레스
- 웅변
  - 데모스테네스
  - 이소크라테스
  - 리시아스
  - 아이스키네스
- 역사
  - 헤로도토스
  - 투퀴디데스
  - 크세노폰
  - 폴뤼비오스
- 그리스 신화
  - 올림피오도로스
- 의학
  - 히포크라테스